# Insurrection maoïste en Turquie
L'insurrection maoïste en Turquie, également connue sous le nom de guerre populaire de Turquie (en turc : Halk savaşı ), est une insurrection de faible intensité toujours en cours dans l'est de la Turquie entre le gouvernement turc et les rebelles maoïstes qui a commencé au début des années 1970. L'insurrection a décliné à la fin des années 1980 et dans les années 1990 et a été mise à l'écart par un autre conflit plus important, le Conflit kurde-turque (en). Des attaques armées de faible intensité continuent d'être menées par des groupes d'insurgés, dont les plus importants sont l'Armée de libération des ouvriers et des paysans de Turquie (TiKKO) (la branche armée du Parti communiste de Turquie/marxiste-léniniste ), l'Armée populaire de libération (HKO) et les Forces partisanes du peuple (PHG), deux branches armées du Parti communiste maoïste.

## Origine
Le 24 avril 1972, le Parti communiste de Turquie/marxiste-léniniste (TKP/ML, parfois appelé à tort Partizan d'après le nom d'une de ses publications) est formé par un groupe radical dirigé par İbrahim Kaypakkaya et entend mener une guerre populaire. Cependant, un an plus tard, Kaypakkaya est capturé, torturé et tué. En 1978, il tient sa première conférence, affirmant son plan de guérilla, bien que peu de progrès aient été réalisés dans ce sens. Le TKP/ML a été impliqué dans les violences politiques turques (en) des années 1970.
La branche militaire du TKP/ML, l'Armée de libération des ouvriers et paysans de Turquie (TiKKO), a mené des actions militantes et de guérilla à la fin des années 1970 et tout au long des années 1980, principalement dans la province de Tunceli, dont les habitants voyaient la guérilla maoïste comme une revanche. pour la répression de la révolte de Dersim en 1938. La TiKKO a atteint son apogée au cours de cette période, menant une guérilla dans les zones montagneuses des régions du Dersim et de la mer Noire.
À la fin des années 1980, le TKP/ML a souffert d'une série de scissions à la suite du deuxième congrès du parti. En 1993, le TKP/ML a tenté en vain de se réunifier avec le Parti communiste maoïste.
Le 17 mai 1985, le TKP/ML diffuse un message de propagande à des millions de téléspectateurs à Istanbul, en remplacent la bande sonore du journal du soir.

## Chronologie

### Années 2000
En 2000, les forces de sécurité turques ont lancé des opérations contre les insurgés de TiKKO dans les provinces de Tokat et de Sivas. Ils y découvrent 12 cachettes, et y récupèrent neuf mitrailleuses, quatre lance-roquettes, des grenades et des explosifs, ainsi que 10 tonnes de nourriture et de médicaments.
Le 11 décembre 2000, les insurgés TiKKO ont ouvert le feu sur des policiers d'opération spécial, tuant deux personnes et en blessant 12.
En 2001, la police a capturé cinq insurgés et des armes dont deux missiles antichars 9K111 Fagot.
En mars 2009, Tamer Bilici, médecin en service lors d'une grève de la faim en 2000 à la prison de type F de Kandıra, a été « puni de mort devant sa maison » par le MKP-HKO pour être un « ennemi public » parce qu'il était blâmé pour les morts et les incapacités permanentes des détenus. En septembre 2009, le MKP-HKO a revendiqué la mort d'un colonel à la retraite, Aytekin İçmez.

### Années 2010

#### 2010-2014
- Le 29 juin 2010, deux guérilleros du TiKKO ont été tués dans les montagnes de Tunceli par les forces turques.
- Le 2 février 2011, cinq guérilleros du TiKKO à Tunceli sont morts à la suite d'une avalanche[10],[11].
- Le 15 novembre 2012, 24 guérilleros du HKO ont été encerclés et capturés à Tunceli [12],[13]
- Le 26 juillet 2013, le bâtiment de contrôle d'un régulateur de centrale hydroélectrique a été bombardé dans la campagne de la province de Tunceli par des militants du TKKO[14].
- Le 14 mars 2014, des guérilleros du TiKKO ont attaqué un poste de police à Tunceli. Le TKP/ML a déclaré que l'attaque était une vengeance de la mort de Berkin Elvan[15],[16].
- Le 8 juillet 2014, des guérilleros du TiKKO ont arrêté un camion transportant cinq travailleurs vers une base à Altınyüzük et ont incendié le véhicule[17],[18].
- Le 15 août 2014, des guérilleros TiKKO ont attaqué un poste de gendarmerie à Ovacik, aucun décès n'a été rapportés.

#### 2015-2018
- En juin 2015, le MKP-PHG a tué l'ancien colonel Fehmi Altinbilek.
- Le 22 juillet, des guérilleros du TİKKO ont attaqué un poste de gendarmerie à Hozat. Aucune victime n'a été signalée.
- Le 10 octobre, des guérillas du PKK et du TKP/ML-TİKKO ont attaqué la base militaire de Geyiksuyu dans la province de Tunceli[19].
- Le 15 octobre, des guérilleros TİKKO ont attaqué la base militaire d'Amukta, dans le comté de Hozat[20].
- Le 21 octobre, trois guérilleros TİKKO sont morts dans un affrontement avec les TSK à Ovacık[21].
- Les funérailles des guérilleros ont été suivies par des centaines de personnes, qui ont chanté des chansons et crié des slogans révolutionnaires[22].
- Le 9 mai 2016, deux guérilleros TİKKO ont été tués à Geyiksuyu lors d'un affrontement avec des soldats des TSK.
- Du 24 au 28 novembre, douze guérilleros du TKP / ML TİKKO sont morts lors d'une opération militaire dans la région d'Aliboğazı de la province de Dersim[23].
- Le 10 février 2017, des combattants TİKKO ont incendié le siège de l'AKP dans le district de Pendik, à Istanbul[24].
- Le 18 juin, des guérilleros du MKP-HKO ont attaqué la base militaire de Kuşluca à Tunceli, Halkin Günlüğü a affirmé que l'attaque avait tué deux soldats et en avait blessé un[25].
- Le 1er août, trois guérilleros MKP-HKO ont été tués lors d'un affrontement avec les TSK à Ovacık[26],[27].
- Le 18 août, deux guérilleros du MKP-HKO sont morts lorsqu'ils ont été encerclés à Hozat par les forces armées[28],[29].
- Le 26 septembre, deux guérilleros du MKP-HKO ont été tués par des soldats des TSK à Ovacık[30],[31],[32].
- Le 16 novembre, quatre guérilleros MKP-HKO ont été tués lors d'affrontements avec des TSK.
- Le 24 avril 2018, deux femmes guérilleros TİKKO ont été tuées et une autre a été capturée par des soldats des TSK à Tunceli.
- Les 5 et 6 août, six guérilleros TİKKO ont été tués par l'armée turque à Tunceli.

## Dans la culture
- Certaines chansons de groupes de musique tels que Grup Munzur (en) et Grup Yorum font référence à la révolte de Dersim.
- Dersim'de Doğan Güneş